# Gnaphosa pilosa
Gnaphosa pilosa är en spindelart som beskrevs av Savelyeva 1972. Gnaphosa pilosa ingår i släktet Gnaphosa och familjen plattbuksspindlar.
Artens utbredningsområde är Kazakstan. Inga underarter finns listade i Catalogue of Life.